# Sylf
Sylf – w średniowieczu duch powietrza, żywiołak powietrza, z którym mógł się przyjaźnić człowiek, który zachował czystość duszy. Termin wprowadzony przez Paracelsusa, który opisywał sylfy jako niewidzialne istoty powietrzne, stanowiące żywioł powietrza. Brak jest konkretnych mitów z tym związanych. 
Stworzenia pojawiają się w: 
- literaturze oświecenia, np. w poemacie Porwany lok (Rape of the Lock) Aleksandra Pope'a, który wyjaśnia istotę sylfa jako element natury zgryźliwej kobiety,
- we współczesnej literaturze fantasy, m.in. w serii "Żelazny Dwór" Julii Kagawy,
- w grach role-play, np. Dungeons & Dragons, Monster Manual II,
- w grach japońskich i filmach animowanych, np. Tales of Phantasia, Tales of Destiny, Record of the Lodoss Wars i Sword Art Online.